# Brzezinki (Powązki)
Brzezinki – część wsi Powązki w Polsce, położona w województwie mazowieckim, w powiecie warszawskim zachodnim, w gminie Leszno.

## Historia
Przed wojną wchodziły w skład gromady Wilkowa Wieś w gminie Pass w powiecie błońskim w województwie warszawskim. 1 kwietnia 1939 wyłączone wraz z kolonią Iłów z gromady Wilkowa Wieś i włączone do gromady Gawartowa Wola tamże
Po wojnie w Brzezinkach utworzono odrębną gromadę w gminie Pass w powiecie grodziskomazowieckim, od 1952 w powiecie pruszkowskim. 1954–1961 w gromadzie Czarnów, 1961–1972 w gromadzie Leszno w tymże powiecie. Od 1973 w gminie Leszno, jako część wsi Powązki.
W latach 1975–1998 miejscowość należała administracyjnie do województwa warszawskiego.